# Nothing Compares 2 U
Nothing Compares 2 U est une chanson écrite en 1984 par Prince. Elle a été rendue célèbre par la reprise, en 1990, de Sinéad O'Connor.

## Production
La chanson sort initialement en 1985 sur l'album homonyme du groupe The Family, un des projets parallèles de Prince, mais passe complètement inaperçue auprès du grand public. Cinq ans plus tard, en 1990, la chanteuse irlandaise Sinéad O'Connor réenregistre le titre et l'inclut sur son deuxième album I Do Not Want What I Haven't Got, apportant à celui-ci un succès mondial. Sa performance vocale, passionnée et sincère, et son interprétation bouleversante dans le vidéoclip, permettent à la chanson de devenir un hit sur MTV. Le single atteint la première place des charts du Royaume-Uni, des États-Unis et d'Australie. En 2013, O'Connor racontera avoir rencontré Prince après le succès du titre mais celui-ci n'aurait pas apprécié qu'elle utilise des grossièretés lors de ses interviews et ils en seraient venus aux mains.
Au vu de la popularité obtenue par la chanson, Prince commencera à la chanter lui-même en concert. Une version live est incluse sur sa compilation de 1993 The Hits/The B-Sides, il s'agit d'un duo avec Rosie Gaines, qui était à l'époque membre de son groupe New Power Generation. Une version originale de Nothing Compares 2 U, enregistrée en 1984 par Prince, est dévoilée en avril 2018.

## Version Prince
Crédits provenant de Duane Tudahl et Guitarcloud,
- Prince – chant, chœurs, synthé Yamaha DX7, guitare électrique, basse, batterie
- Eric Leeds – saxophone
- Rosie Gaines, Susannah Melvoin – chœurs
- Clare Fischer – arrangement orchestral

## Liste des chansons
1. Nothing Compares 2 U
2. Jump in the River
3. Jump in the River (Instrumental)

## Utilisation au cinéma
En 2024, la chanson bénéficie d'un revival grâce au film L'Amour ouf de Gilles Lellouche, elle sert notamment à illustrer la rencontre des deux protagonistes, Jackie et Clotaire.

## Autres reprises
La chanson sera également reprise par Me First and the Gimme Gimmes sur leur album Take a Break. De même, en 1998, l'Américain Jimmy Scott, qui a alors 73 ans, chante une version « jazz » lente et poignante de Nothing Compares 2 U. En 2008, le groupe Northern Kings reprend cette chanson sur son album Rethroned.

## Clip vidéo
Le vidéoclip de la version de Sinéad O'Connor a été réalisé en France, à Saint-Cloud, près de Paris, sous la direction du Britannique John Maybury, largement considéré comme l'un des meilleurs réalisateurs de vidéoclips des années 1990. Le clip, presque exclusivement composé de vues en gros plan du visage de la chanteuse, avec quelques plans où elle déambule dans le parc de Saint-Cloud, a été élu meilleur clip vidéo en 1990 lors des MTV Video Music Awards.

## Accueil
La chanson a reçu des critiques favorables de la part de la plupart de la presse spécialisée. Bill Lamb d'About.com écrit que la « performance émotionnelle et courageuse de O'Connor en fait un classique. » Matthew Hocter d'Albumism la décrit comme une chanson « profondément enracinée dans l'émotion et le désespoir, qui allait certifier O'Connor et cette chanson comme l'un des moments les plus inoubliables de l'histoire de la musique. » Steve Huey, rédacteur d'AllMusic, qualifie la chanson de « stupéfiante » et note sa « remarquable intimité. » Jodi Cleesattle d'American Eagle écrit qu'« il y a de la douleur dans la voix de Sinead O'Connor, et il y en aura probablement toujours. » Elle note que « la solitude et la nostalgie » sont mises en évidence sur la chanson, ajoutant que la voix de O'Connor « convient parfaitement à la chanson. Sa voix s'élève et bondit de façon inattendue mais gracieuse, faisant de cette ballade la plus belle des chansons d'amour. » Bill Coleman du magazine Billboard la décrit comme une « brillante interprétation de la complainte mélancolique. » Ernest Hardy du magazine Cashbox la qualifie de « véritable tire-larmes. » Greg Sandow d'Entertainment Weekly déclare que c'était une chanson « sur la façon de continuer après avoir perdu l'amour. »

## Version Sinéad O'Connor
- Sinéad O'Connor – chant, chœurs, guitare, basse, claviers, arrangements des cordes
- Kieran Kiely - piano
- John Reynolds - batterie
- Nellee Hooper – production
- Chris Birkett – ingénieur, mixage
- Dave Burnham, assistant ingénieur, mixage

## Distinctions
En 2003, la version de Sinéad O'Connor est classée par le magazine Rolling Stone au 162e rang  parmi les 500 meilleures chansons de tous les temps. Toujours en 2003, Q Magazine classe Nothing Compares 2 U 242e de sa liste des « 1001 meilleures chansons de tous les temps ».
En 2006, lors d'un sondage pour le programme de Channel 5, Britain's Favourite Break-up Songs, la reprise de Sinéad O'Connor est classée en cinquième position comme meilleure chanson de rupture.

## Classements
| Classement (1990)                      | Meilleure position |
| -------------------------------------- | ------------------ |
| Australie (ARIA)                       | 1                  |
| Autriche (Ö3 Austria Top 40)           | 1                  |
| Belgique (Flandre Ultratop 50 Singles) | 1                  |
| Canada (Top Singles)                   | 1                  |
| Canada (Adult Contemporary Tracks)     | 1                  |
| Danemark (IFPI)                        | 1                  |
| Espagne (AFYVE)                        | 4                  |
| Europe (Eurochart Hot 100)             | 1                  |
| Finlande (Suomen virallinen lista)     | 1                  |
| France (SNEP)                          | 5                  |
| Islande (Íslenski Listinn)             | 1                  |
| Italie (Musica e dischi)               | 1                  |
| Nouvelle-Zélande (RMNZ)                | 1                  |
| Norvège (VG-lista)                     | 1                  |
| Pays-Bas (Nederlandse Top 40)          | 1                  |
| Pays-Bas (Single Top 100)              | 1                  |
| Portugal (AFP)                         | 1                  |
| Royaume-Uni (UK Singles Chart)         | 1                  |
| Suède (Sverigetopplistan)              | 1                  |
| Suisse (Schweizer Hitparade)           | 1                  |
| États-Unis (Hot 100)                   | 1                  |
| États-Unis (Adult Contemporary)        | 2                  |
| États-Unis (Alternative Songs)         | 1                  |